# Termofüggöny
A termofüggönyt hűtött vagy fűtött épületrészek elválasztására alkalmazzák.
Az ipari szalagfüggönyök egy része is ebbe a termékcsoportba tartozik.
A függöny anyaga általában átlátszó (víztiszta) lágy PVC. Jellemző méretek: 100x1,2mm, 100x2mm, 200x2mm, 300x2-3mm, 400x2-3mm
A felfogató szerelvény általános célokra horganyzott acél, élelmiszeripari és egészségügyi célokra rozsdamentes acél.